# Palwal
Palwal è una città dell'India di 100.528 abitanti, capoluogo del distretto di Palwal, nello stato federato dell'Haryana. In base al numero di abitanti la città rientra nella classe I (da 100.000 persone in su).

## Geografia fisica
La città è situata a 28° 8' 60 N e 77° 19' 60 E e ha un'altitudine di 194 m s.l.m..

## Società

### Evoluzione demografica
Al censimento del 2001 la popolazione di Palwal assommava a 100.528 persone, delle quali 53.577 maschi e 46.951 femmine. I bambini di età inferiore o uguale ai sei anni assommavano a 15.518, dei quali 8.389 maschi e 7.129 femmine. Infine, coloro che erano in grado di saper almeno leggere e scrivere erano 65.540, dei quali 38.688 maschi e 26.852 femmine.